# قاعده بازی (رمان)
قاعده بازی نام رمانی از فیروز زنوزی جلالی است.

## داستان
راوی داستان، داور عدالت‌خواه، ۵۰ ساله، در اداره‌ای به نام ضایعات کار می‌کند. مرخصی ۴ روزه‌ای می‌گیرد تا با مکاشفه‌ای در گذشته و امروز «او» عامل پلیدی‌ها و سیاهی‌ها را بیابد و بکشد.